# Los grandes iniciados
Los grandes iniciados: Un estudio de la historia secreta de las religiones (título original en francés, Les Grands Initiés. Esquisse de l'histoire secrète des religions) es un libro que data del año 1889, del escritor francés Édouard Schuré. Es considerada la obra maestra de Schuré y ocupa un importante lugar dentro de la literatura esotérica.
En esta obra, se describe el camino seguido —según Schuré— por importantes fundadores de religiones milenarias y otros renombrados filósofos de la Antigüedad, llamados Iniciados, en la búsqueda del conocimiento esotérico, según fue entendido e interpretado por el escritor francés. 
Los iniciados mencionados en la obra son: Rama, Krishna, Hermes Trismegisto, Moisés, Orfeo, Pitágoras, Platón, Zoroastro, Jesucristo y Buda.
Schuré presentó en Los grandes iniciados la noción de que todas las personalidades religiosas y filosóficas arriba mencionadas compartían un conocimiento secreto esotérico.